# Progressieve Arbeiders en Landbouwers Unie
De Progressieve Arbeiders en Landbouwers Unie (PALU) is een radicaal-linkse Surinaamse politieke partij. Na de staatsgreep van Bouterse van 1980 kreeg PALU grote politieke invloed in Suriname door de adviesrol van Iwan Krolis aan de Nationale Militaire Raad. Na de Decembermoorden werd PALU-topman Errol Alibux van 1983 tot 1984 premier (kabinet-Alibux) tijdens het militaire bewind van Desi Bouterse. Ook leverde de PALU een aantal ministers aan het militaire bewind.

## Geschiedenis
Palu ontstond in 1973 als een linkse actiegroep. Aan de basis stonden Surinaamse ingenieurs die aan de Nederlandse Universiteit van Wageningen hadden gestudeerd. Iwan Krolis werd de eerste voorzitter. Andere leden van het eerste uur waren Errol Alibux, Winston Caldeira en Franklin Vreden. Jim Hok was in de eerste jaren de vertegenwoordiger van PALU in Nederland. Hij volgde Krolis in 2004 op als voorzitter.
De oprichting als politieke partij vond plaats op 12 maart 1977. De partij richtte zich op de wijziging van het economische beleid in Suriname, door de focus op grootschalige ontwikkelingsprojecten zoals de bauxietwinning te beëindigen en kleinschalige projecten te bevorderen. De signatuur van de partij wordt gezien als links-nationalistisch, links-radicaal en marxistisch.
De partij deed vanaf de verkiezingen van 1977, die dat jaar voor het eerst sinds de Surinaamse onafhankelijkheid plaatsvonden. Ze behaalde in het oprichtingsjaar geen zetel in De Nationale Assemblée. Enkele maanden na de staatsgreep van Bouterse van 1980 werd Krolis lid van de adviescommissie van de Nationale Militaire Raad. Hierin werkte hij samen met andere leiders van kleine radicaal-linkse politieke partijen als Rubin Lie Pauw Sam (Volkspartij), Henk Herrenberg (SPS) en Fred Derby (PNR en de vakcentrale C-47). Krolis was geen voorstander van het handhaven van de grondwet en de parlementaire democratie, in tegenstelling tot de militairen die daar naar zijn mening onterecht aan vast bleven houden. Enkele maanden na de Decembermoorden, in februari 1983, accepteerde PALU-voorman Errol Alibux de functies van premier en minister van Buitenlandse Zaken van de militaire regering. Toen de Revolutionaire Volkspartij in 1983 buiten de regering kwam te staan, had de PALU de meeste regeringsinvloed in het land. De bauxietstakingen leidden in januari 1984 tot de afzetting van de regering-Alibux door Bouterse. PALU werd vervolgens buiten de daaropvolgende regering-Udenhout I gehouden.
Na de verkiezingen van 1987 behaalde PALU vier zetels in De Nationale Assemblée. In 2000 had de partij een zetel in het parlement, die werd bezet door Anton Paal uit het district Coronie. De partij bleef in 2005 buiten de parlementsbanken en had in 2010 en 2015 weer een zetel. Met het aantreden van de regering-Bouterse II in 2015 kwam ook PALU terug in de regering, door de benoeming van Jim Hok als minister van Natuurlijke Hulpbronnen van 2010-2015.
De partij deed in drie districten mee aan de verkiezingen van 2020 maar behaalde geen zetels.

## Verkiezingsuitslagen
| Verkiezingsjaar | Partijvoorzitter | Kandidatenlijst | Stemmen       | %             | Zetels        | Coalitie/Oppositie |
| --------------- | ---------------- | --------------- | ------------- | ------------- | ------------- | ------------------ |
| 1977            | Iwan Krolis      | Kandidatenlijst | 1.006         | 0,81          | 0 / 39        | Buitenparlementair |
| 1987            | Iwan Krolis      | Kandidatenlijst | 2.910         | 1,69          | 4 / 51        | Oppositie          |
| 1991            | Iwan Krolis      | Kandidatenlijst | 4.807         | 3,03          | 0 / 51        | Buitenparlementair |
| 1996            | Iwan Krolis      | Geen deelname   | Geen deelname | Geen deelname | Geen deelname | Geen deelname      |
| 2000            | Iwan Krolis      | Kandidatenlijst | 1.290         | 0,71          | 1 / 51        | Oppositie          |
| 2005            | Jim Hok          | Kandidatenlijst | 1.958         | 0,93          | 0 / 51        | Buitenparlementair |
| 2010            | Jim Hok          | Kandidatenlijst | 1.209         |               | 1 / 51        | Coalitie           |
| 2015            | Jim Hok          | Kandidatenlijst | 1.736         | 0,67          | 1 / 51        | Oppositie          |
| 2020            | Jim Hok          | Kandidatenlijst | 820           | 0,30          | 0 / 51        | Buitenparlementair |